# أندرو جورج ليمان
أندرو جورج ليمان (بالإسبانية: Andrew George Lehmann)‏ هو ناقد أدبي تشيلي، ولد في 17 فبراير 1922، وتوفي في 9 يوليو 2006.